# أوريول رييرا
أوريول رييرا (بالإسبانية: Oriol Riera) (3 يوليو 1986 إسبانيا - ) هو لاعب كرة قدم إسباني، يلعب كمهاجم.

## روابط خارجية
- أوريول رييرا على موقع قاعدة بيانات كرة القدم.إي يو (الإنجليزية)
- أوريول رييرا على موقع Soccerbase.com (لاعب) (الإنجليزية)
- أوريول رييرا على موقع Soccerway.com (الإنجليزية)
- أوريول رييرا على موقع AS.com (الإسبانية)